# Каляменова
Каляменова (словац. Kaľamenová) — село, громада округу Турчянське Тепліце, Жилінський край. Кадастрова площа громади — 5.79 км².
Населення 86 осіб (станом на 31 грудня 2018 року).

## Історія
Каляменова згадується 1240 року.

## Географія
Протікають Чепчинський потік; Ясеніца; Пешть і Лучки.

## Населення
| Рік:            | 1994. | 2004.    | 2014.    | 2024.    |
| --------------- | ----- | -------- | -------- | -------- |
| Кількість осіб: | 58    | 69       | 85       | 96       |
| Різниця:        |       | +18,96 % | +23,18 % | +12,94 % |

| Рік:            | 2023. | 2024.   |
| --------------- | ----- | ------- |
| Кількість осіб: | 98    | 96      |
| Різниця:        |       | -2,04 % |